# Leuchtturm Pelzerhaken
Der Leuchtturm Pelzerhaken steht etwa vier Kilometer südöstlich von Neustadt in Holstein im Ortsteil Pelzerhaken an der Ostsee. Er dient als Orientierungsfeuer für die Schifffahrt in der Neustädter Bucht, einer Unterbucht der Lübecker Bucht.

## Der alte Turm
Der erste Turm an dieser Stelle wurde in den Jahren 1842 und 1843 unter dänischer Herrschaft erbaut. Es war ein viereckiges verputztes Gebäude mit Anbau. Im angeschlossenen Haus des Leuchtturmwärters war bis 1876 das Lotsenquartier untergebracht. Der Leuchtturmwärter war bis 1864/65 gleichzeitig Zollassistent. Der 12 Meter hohe Turm war mit einer Drehlinsenoptik ausgerüstet. Eine Petroleumlampe sorgte für das weiße Dauerfeuer, das alle zwei Minuten zweimal, jeweils im Abstand von 15 Sekunden für 13 Sekunden, unterbrochen wurde.

## Der neue Turm
Neben dem alten Turm wurde 1936–1937 ein zweiter Turm aus rotem Ziegelmauerwerk errichtet. In der Ziegelsteinwand an der Vorderseite sind ein Reichsadler mit Eichenlaubkranz und die Jahreszahl „1936“ eingelassen. Dieser Turm hat eine Höhe von 19,4 Metern; die Feuerhöhe beträgt 21,25 m über Wasser. Die Kennung, die Sektoren und die Tragweite blieben unverändert. Der alte Turm wurde nach der Inbetriebnahme im August 1937 abgebrochen. Die Optik wurde im Jahr 2000 umgebaut.
Für Wartung und Unterhalt des Turms ist das Wasserstraßen- und Schifffahrtsamt Ostsee zuständig, das Feuer wird von der Außenstelle in Travemünde überwacht und ferngesteuert. Das Betreten des umzäunten Geländes und das Besichtigen des Turmes ist nicht gestattet.

## Galerie

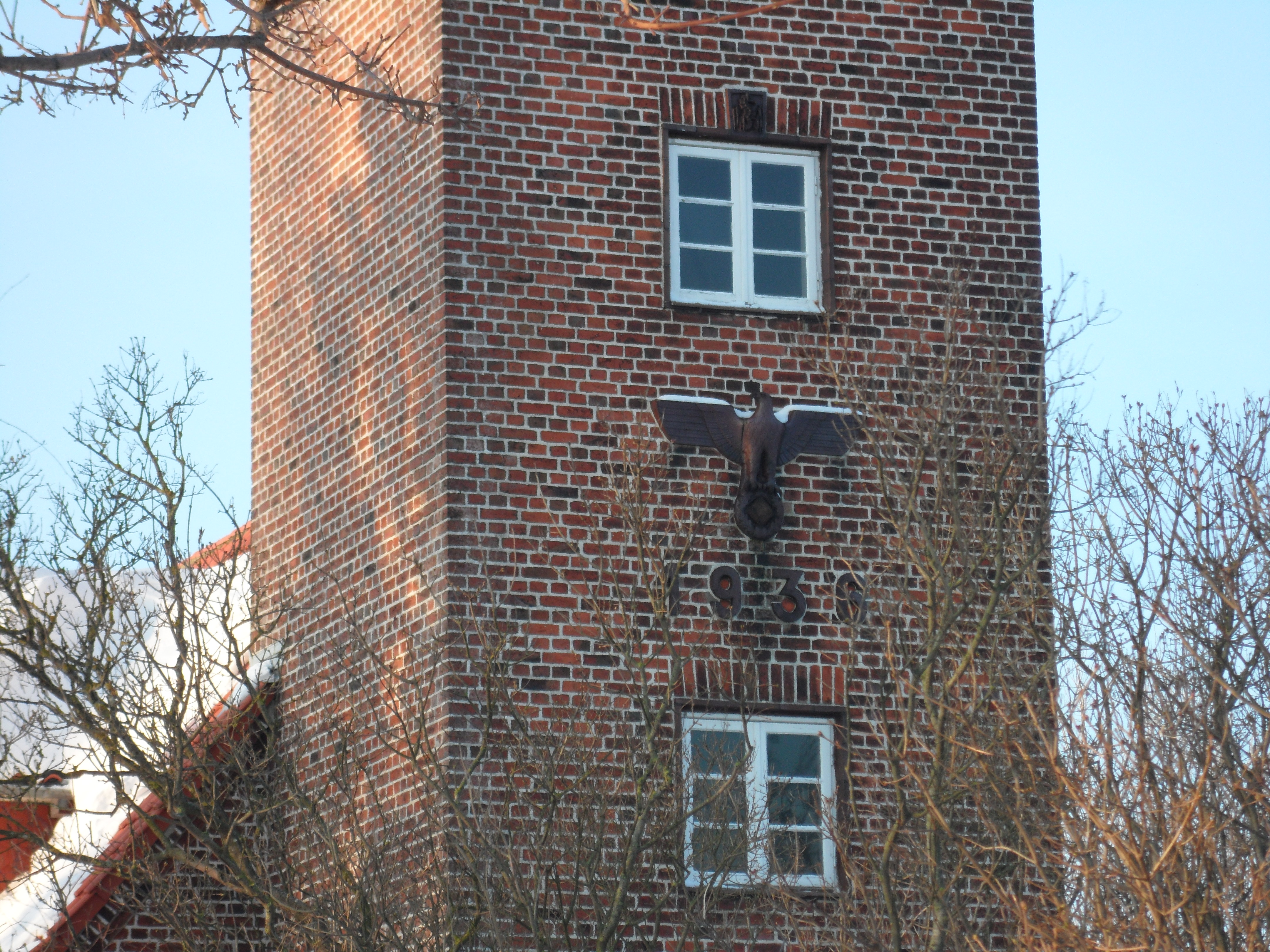
Detailansicht des neuen Turms aus dem Jahr 1936